# Seattle Center Monorail
Seattle City Monorail är en högbana i Seattle i staten Washington i USA. Den byggdes till världsutställningen 1962 och kulturskyddades 16 april 2003. 
Högbanan är en 1,4 kilometer lång tvåspårig enskensbana (monorail) som går längs Fifth Avenue i centrala Seattle från Westlake Center till det tidigare utställningsområdet, nuvarande Seattle Center. De 37 meter långa tågen, som är byggda i aluminium, har fyra vagnar, väger omkring 45 ton och rymmer 124 sittande och 326 stående passagerare.

## Historia

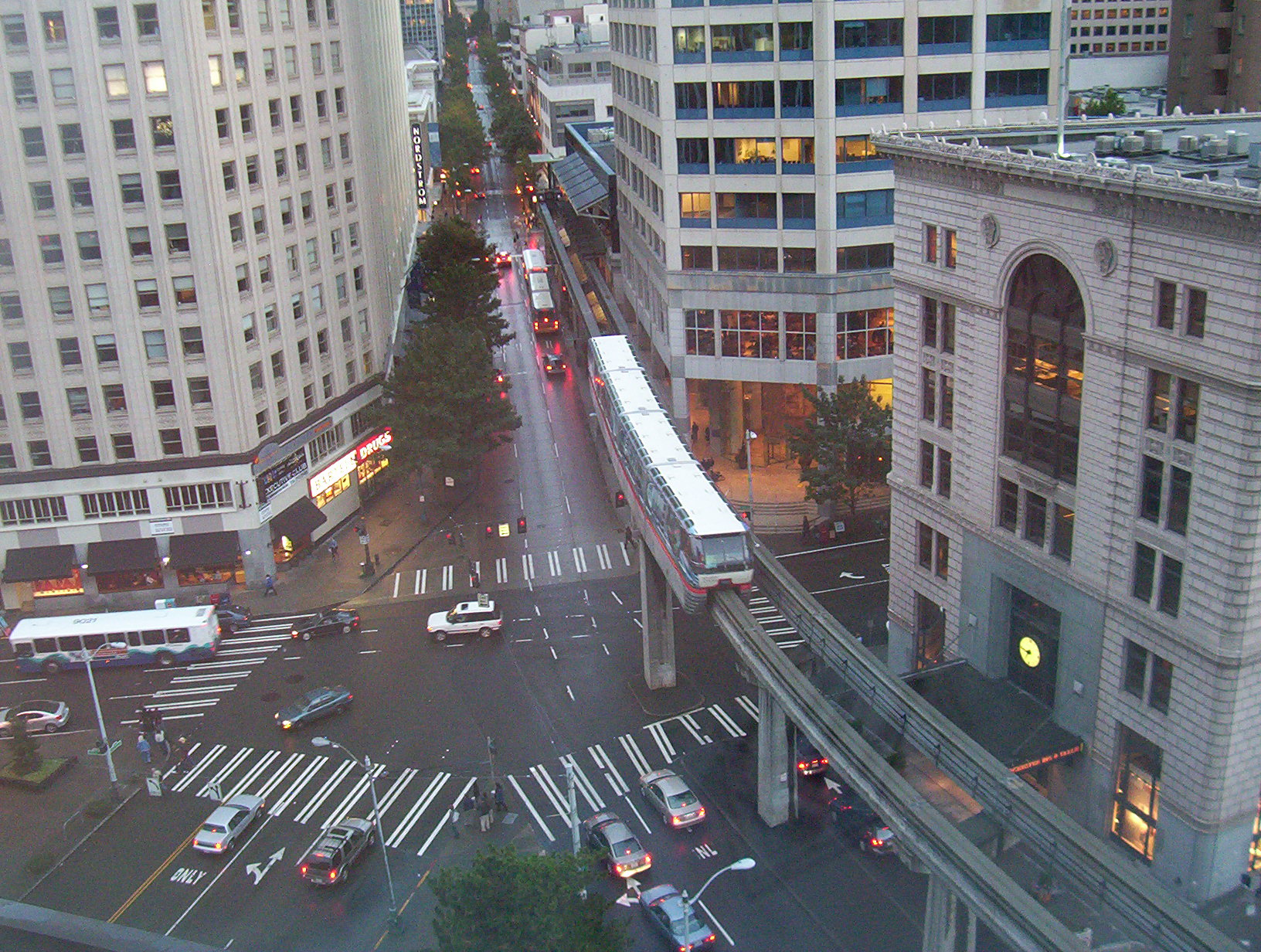
Linjedragningen i centrum av Seattle.

Enskensbanan byggdes och bekostades av tyska Alweg för att transportera besökare från centrum av Seattle till världsutställningen och Space Needle.
Den började byggas i april 1961 och var klar i februari året efter. Det blåa tåget, tidigare Spirit of Seattle, körde första gången med inbjudna passagerare 12 mars 1962. Banan öppnades för trafik 24 mars och det röda tåget, tidigare Spirit of Century 21, togs i drift 27 mars.

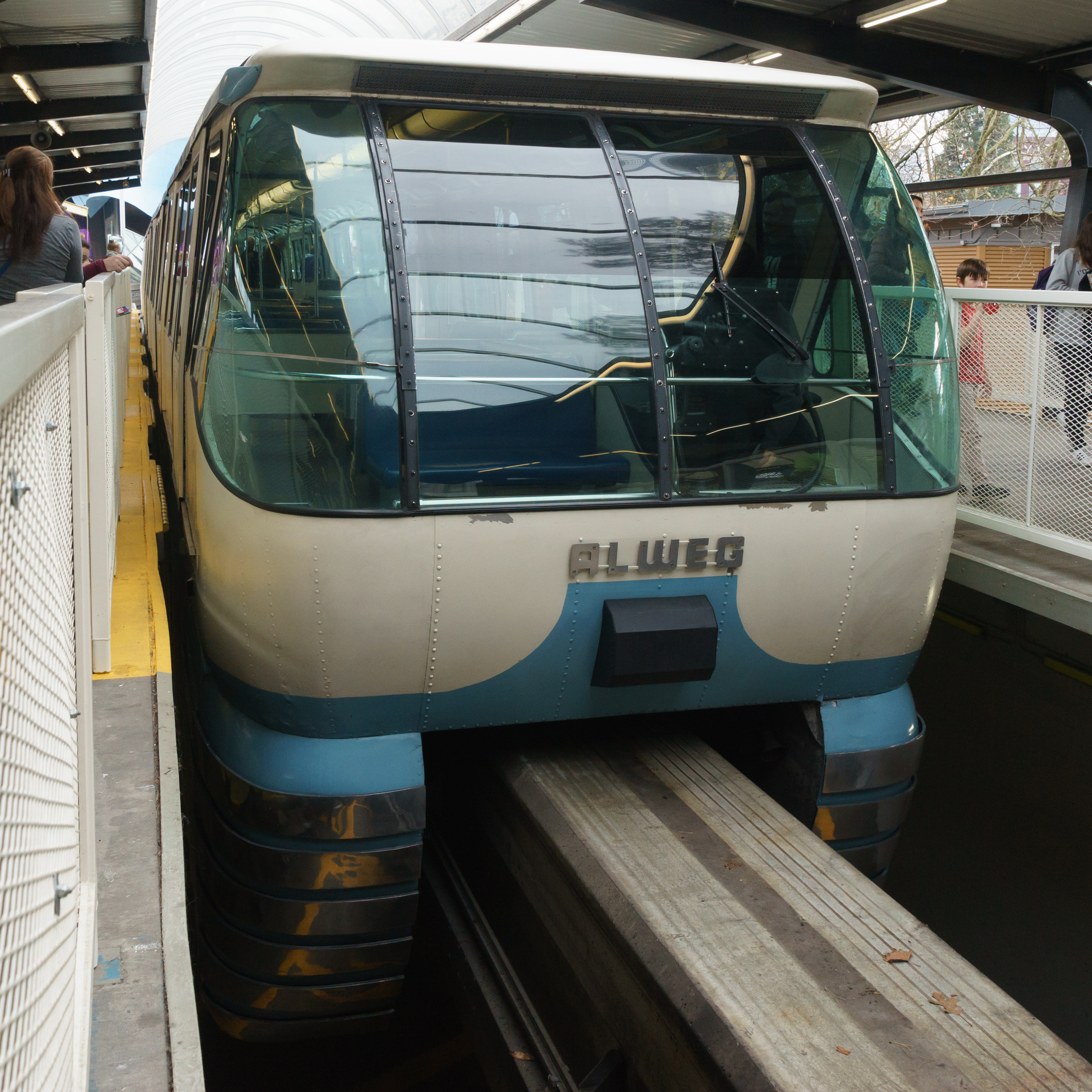
Det blåa tåget på stationen vid Space Needle.

Den ursprungliga linjen var 1,9 kilometer lång men avkortades år 1986 då den södra stationen flyttades för att ge plats för bland annat ett varuhus.
Under de sex månader världsutställningen pågick reste nästan 8 miljoner passagerare med högbanan och inkomsterna från trafiken betalade både byggnationen och driften samt gav en liten vinst till Alweg. Året efter skänkte de banan till Seattle.
Originaltågen på banan transporterar idag (2018) omkring två miljoner passagerare varje år och det finns planer på att utöka kapaciteten genom en ombyggnad av stationerna. En ny station i stadsdelen Belltown har också föreslagits.